# Riquísimos, por cierto
Riquísimos, por cierto es una serie de televisión por internet mexicana de comedia de situación producida y creada por Elías Solorio Lara en colaboración con Argos Televisión para TelevisaUnivision en el 2025. La serie es un Spin-off de Vecinos, creada por Eugenio Derbez, enfocado en la familia López Pérez, quienes se mudan a una mansión en Angangueo, Michoacán después que el tío Fidel muere y les deja una fortuna, pero para que puedan acceder a ella, deberán de cumplir lo escrito en el testamento. Se lanzó a través de Vix el 7 de febrero de 2025.
Está protagonizada por Macaria, Moisés Suárez, Danny Perea, Markin López, Said Casab, Wendy Braga, Iker Madrid, Guadalupe Rammath y Eduardo España.

## Reparto

### Principales
- Macaria como Magdalena Pérez López
- Moisés Suárez como Arturo López
- Danny Perea como Alejandra López Pérez[8]
- Markin López como Rocko[8]
- Said Casab como Morrison «Morris»
- Wendy Braga como Leopoldina
- Iker Madrid como Cástulo
- Guadalupe Rammath como Gumara
- Eduardo España como Germán Martínez

### Recurrentes e invitados especiales
- Carlos Bonavides como el Lic. Elvis Conde
- Cynthia Hernández como Gladys
- Fernando Manzano
- Yolanda Navarrete
- Vicente Ferrer
- Hildeberto Maya
- Eric de la Vega
- Humberto Elizondo como Diego del Pino
- Keila Villegas como Aranza
- Raquel Bigorra como Martha / Evelia
- Mauricio Llera
- Salvador Zerboni
- Bárbara Islas como París
- Isabella Tena como Taylor
- Carla Suescun
- Yulleni Vertti
- Farah Justiniani
- Yoselin Sánchez
- Alma Gómez «Cositas»
- Homero Ferruzca
- Melanie Garibay
- Eli López
- Viviana Jaimes

## Episodios
| N.º | Título                           | Fecha de lanzamiento original |
| --- | -------------------------------- | ----------------------------- |
| 1 | «La herencia»                    | 7 de febrero de 2025          |
| Los López Pérez se enteran de que su tío Fidel de Angangueo murió y les dejó una herencia. Contratan a Germán como su mayordomo y se presentan en su nueva mansión con la servidumbre y la peculiar mascota del Tío Fidel, Don Arturo, el cual es un burro.                 |                                  |                               |
| 2 | «La casa inteligente»            | 7 de febrero de 2025          |
| Los López Pérez creen que su nueva mansión está embrujada, cuando en realidad sólo se trata de una casa inteligente que, obviamente, es mucho más inteligente que ellos. Inicia la batalla: Los López Pérez y Germán vs. La casa inteligente.                               |                                  |                               |
| 3 | «Los XV de Morris»               | 7 de febrero de 2025          |
| Los López Pérez necesitan darse a conocer en sociedad. Qué mejor manera que celebrar los 15 años de Morris ahora que son millonarios, lo que hará que los López Pérez no escatimarán en gastos para hacer el mejor evento que ha tenido el residencial “Lomas Nice”.        |                                  |                               |
| 4 | «La flor más bella de Angangueo» | 7 de febrero de 2025          |
| Alejandra, recibe el nombramiento de la Flor más bella de Angangueo. La familia tendrá que viajar a Angangueo a recibir la corona o podrían perder la herencia. Pero antes, habrá que convertir a Alejandra en una bella y refinada dama, una tarea que es algo nada fácil. |                                  |                               |
| 5 | «La prima y San Arturo»          | 7 de febrero de 2025          |
| Don Fidel celebraba el santo de Don Arturo, el burro, y este año no será la excepción. En la Mansión se prepara todo para que nada falle, a menos que Germán crea que el evento es para Don Arturo. Además, llega Cuquita, la prima de Magdalena.                           |                                  |                               |
| 6 | «Terapia millonaria»             | 7 de febrero de 2025          |
| Paris, la vecina, se ofrece a darle terapia a Magdalena, Arturo, Rocko y Alejandra y logren lo imposible: reavivar la llama del amor. Germán y Cástulo pelean por la conquista de Leopoldina, y qué mejor que una linda serenata romántica con mariachis.                   |                                  |                               |
| 7 | «Arturo, el nuevo hombre»        | 7 de febrero de 2025          |
| La casa de los López Pérez es un desastre. Don Arturo no ha entendido que es el patrón y sigue lavando los trastes y haciendo de comer. Germán le recuerda que hoy debe ser un hombre nuevo, refinado y sobre todo, no tan mandilón.                                        |                                  |                               |
| 8 | «Bodas de plata»                 | 7 de febrero de 2025          |
| Magdalena y Arturo cumplen años de casados y lo van a celebrar. Los invitados disfrutarán una gran fiesta, champagne y un exótico banquete a base de carnitas con mermelada de fresa. Casimiro, hermano de Magdalena, llega para instalarse en la mansión.                  |                                  |                               |
| 9 | «El manual de carroña»           | 7 de febrero de 2025          |
| Magdalena propicia una fuerte discusión en la cancha de tenis, por lo que están a punto de ser expulsados de “Lomas Nice”. Contratan a una experta en reglas de etiqueta para refinarlos. Germán y Casimiro estrenan la alberca del fraccionamiento.                        |                                  |                               |
| 10 | «Cena 5 estrellas»               | 7 de febrero de 2025          |
| Magdalena cambia el tradicional “Martes de Mollejitas” de Arturo por una cena a domicilio elaborada por el reconocido chef Emiliu Denaveau. Morris sirve de cupido para que Germán pueda conquistar a Leopoldina.                                                           |                                  |                               |
| 11 | «La tocada con Erik Rubín»       | 7 de febrero de 2025          |
| Rocko decide que es hora de despegar en su carrera musical, por lo que termina contratando a Erik Rubín para que toque con él, siendo Erik un musico ya posicionado. Paris le recomienda a Magdalena unas inyecciones en la cara para las arrugas.                          |                                  |                               |
| 12 | «La vecina»                      | 7 de febrero de 2025          |
| Magdalena se emociona al saber que la actriz, Erika Buenfil, es su vecina y hará todo lo posible para invitarla a su mansión. La tía de Rocko visita la mansión para cerciorarse que Rocko no ande en malos pasos otra vez.                                                 |                                  |                               |
| 13 | «Yate mi flaquita»               | 7 de febrero de 2025          |
| Después de ver Titanic, Magdalena quiere que Arturo le compre un yate. Él cumple su capricho y ahora son dueños del yate “Mi Flaquita”. Morris se entera de que a Taylor, su vecina, le gustan los hombres de traje y pide ayuda Germán para conseguir uno.                 |                                  |                               |
| 14 | «Hoyo en uno o dos»              | 7 de febrero de 2025          |
| Paris y Roberto, los vecinos, invitan a los López Pérez a jugar golf y les hacen una apuesta: Mansión vs Mansión. Los López tendrán que aprender a jugar. Germán cree estar embrujado y necesitar una limpia.                                                               |                                  |                               |
| 15 | «Pobres otra vez»                | 7 de febrero de 2025          |
| Magdalena y Arturo no se hablan, porque ella soñó que son pobres otra vez por su culpa. Se presenta un familiar directo del tío Fidel reclamando la herencia. Alejandra se va a una lujosa despedida de soltera a Miami, que termina de forma muy salvaje.                  |                                  |                               |